# Wilsleben
Wilsleben è una frazione della città tedesca di Aschersleben, nella Sassonia-Anhalt.

Conta (2005) 529 abitanti.

## Storia
Wilsleben fu nominata per la prima volta nel 983.

Costituì un comune autonomo fino al 24 febbraio 2006.